# Duília de Mello
Profª. Dra. Duília Fernandes de Mello (Jundiaí, 27 de noviembre de 1963) es una astrónoma, y astrofísica brasileña, com reconocimiento internacional. Actualmente reside en Estados Unidos. Son sus intereses, la astronomía, astrofísica, exploración espacial, física, telescopio espacial, fotografía aérea, meteoritos, fósiles.
Posee un doctorado en Astronomía por la Universidad de São Paulo (USP), siendo profesora de la Universidad Católica de América (UCA) , y es investigadora asociada del GSFC/NASA, donde desarrolla actividades científicas desde 2003. Está casada con  el astrónomo Tommy Wiklind y no tienen hijos. Es plurilingüe: habla portugués, inglés, castellano, y sueco.

## Sus descubrimientos
La científica fue responsable del descubrimiento de la supernova SN 1997D. Ese hallazgo se dio en Chile, el día 14 de enero del año de 1997.
También participó del descubrimiento de los aglomerados azules, conocidos como «orfanatos de estrellas» por dar lugar a estrellas fuera de las galaxias.

## Experiencia profesional
- Investigadora asociada del Goddard Space Flight Center (GSFC) desde marzo de 2003, y profesora de la Catholic University of America, Estados Unidos, desde agosto de 2008,[5]
- Científica visitante del Departamento de Física y Astronomía de la Johns Hopkins University, Estados Unidos, desde septiembre de 2002
- Profesora asistente de la Universidad de Tecnología Chalmers Archivado el 9 de octubre de 2017 en Wayback Machine., Observatorio Espacial de Onsala Archivado el 23 de febrero de 2016 en Wayback Machine., Suecia, desde marzo de 2000 hasta marzo de 2003
- Postdoctora en el stsci.edu Space Telescope Science Institute, Estados Unidos, desde mayo de 1997 hasta agosto de 1999
- Reciente doctora en el Observatório Nacional do Brasil, desde enero de 1996 hasta abril de 1997
- Postdoctora en el Observatorio Interamericano de Cerro Tololo, Chile, desde febrero de 1995 hasta enero de 1996

## Algunas publicaciones
- elysse n. Voyer, jonathan p. Gardner, harry i. Teplitz, brian d. Siana, duilia f. de Mello. 2011. Far-ultraviolet Number Counts of Field Galaxies.	The Astrophysical Journal 736 ( 2) id. 80

- duilia f. de Mello. 2011b. How To Find Stars Outside Galaxies. American Astronomical Society, AAS Meeting #217, #327.04; Bulletin of the American Astronomical Society 43 resumen en línea

- t. Wiegert, d.f. de Mello, c. Horellou. 2004a. Assessing the galaxy population out to z ~ 2 using the Hubble Deep Field South. Astronomy and Astrophysics 426, 455

- duilia f. de Mello, e. Daddi, a. Renzini, a. Cimatti, s. di Serego Alighieri, l. Pozzetti, g. Zamorani. 2004b. Metal Enrichment in Near-Infrared Luminous Galaxies at z~2: Signatures of Proto-elliptical Galaxies?. Astrophysical Journal Letters, 608, L29

- -------------------------------, j.p. Gardner, t. Dahlen, c. Conselice, n. Grogin, a. Koekemoer. 2004. The Nature of Near-UV Selected Objects in the Chandra Deep Field South. Astrophysical Journal Letters, 600, L151

- -------------------------------, t. Wiklind, m.a.g. Maia. 2002. Environmental Effects in Galaxies: Molecular Gas, Star Formation, and Activity. Astronomy and Astrophysics, 381, 761

- -------------------------------, c. Leitherer, t. Heckman. 2000. B stars as a Diagnostic of Star-formation at Low and High Redshift. Astrophysical Journal, 530, 251

- c. Leitherer, d. Schaerer, j. Goldader, r.m. González-Delgado, c. Robert, d.f. Koone, d.f. de Mello, d. Devost, t. Heckman. 1999. Synthesis Models for Galaxies with Active Star Formation. ApJS 123, 3 (Starburst99)

- j.w. Sulentic, d.f. de Mello Rabaca. 1993. Searching for a far-infrared enhancement in compact groups of galaxies. Astrophysical Journal, Part 1 (ISSN 0004-637X) volumen 410, Nº. 2 : 520-525 artículo en línea

### Libros
- duilia Fernandes de Mello. 2009. Vivendo com as estrelas. Editor Panda Books, 64 pp. ISBN 85-7888-018-8